# Trimebutină
Trimebutina (cu denumirea comercială Debridat, printre altele) este un medicament antimuscarinic utilizat în tratamentul durerii și al disconfortului cauzate de tulburările de tranzit gastrointestinal. Calea de administrare disponibilă este cea orală.
Trimebutina acționează ca agent antimuscarinic, dar prezintă și un efect slab de agonist al receptorilor miu opioizi.

## Numele comerciale
Sarea de acid maleic a trimebutinei este comercializată sub mărcile înregistrate Antinime, Cineprac, Colospasmyl, Colypan, Crolipsa, Debricol, Debridat, Digedrat, Espabion, Gast Reg, Irritratil, Krisxon, Muttifen, Neotina, Polybutin, Sangalina, Trebutel, Tribudat, Tributina, Trim, Trimeb, Trimedat și Trimedine.